# غيبدوم
غيبدوم (بالإنجليزية: Gebidum)‏ هو أحد جبال سلسلة جبال الألب بينيني وجزء من القمة الأم يقع في كانتون فاليز، سويسرا. يبلغ ارتفاع الجبل حوالي 2317 متر، بينما يبلغ ارتفاع نتوء الجبل 116 متر.